# 111. spaningsflygdivisionen
111. spaningsflygdivisionen även känd som Kalle Röd var en spaningsflygdivision inom svenska flygvapnet som verkade i olika former åren 1941–1978. Divisionen var baserad på Skavsta flygplats i Nyköpings garnison.

## Historik
Kalle Röd var 1. divisionen vid Södermanlands flygflottilj (F 11), eller 111. spaningsflygdivisionen inom Flygvapnet, och bildades i mars 1940 som en fjärrspaningsgrupp vid Östgöta flygflottilj (F 3). Senare under samma år utökades gruppen till att omfatta en fjärrspaningsflygdivision. Den 1 oktober 1941 överfördes divisionen till Södermanlands flygflottilj, och från den 15 oktober var den fullt operativ i krigsorganisationen.
Divisionen var tillsammans med 115. spaningsflygdivisionen (Kalle Svart) de två divisioner vid F 11 som aldrig kom att beväpnas med S 35E Draken. Något som kännetecknades vid flottiljen genom att de så kallade "Lansen-divisionerna" betecknades som "Kalle", medan "Draken-divisionerna" betecknades "Sigurd". År 1975 antog riksdagens förslag om att upplösa och avveckla Södermanlands flygflottilj (F 11) den 30 juni 1980. Flygverksamheten flottiljen skulle samtidigt upphöra senast den 30 juni 1979. 
Från den 1 oktober 1976 var 111. spaningsflygdivisionen den enda kvarvarande Lansen-divisionen. Den 18 november 1978 togs det dock farväl av Lansen vid flottiljen. På det sista flygprogrammet stod det navigeringsflygning, som skulle göras över Södermanland i en formation bestående av två fyrgrupper. I och med denna avslutningsflygning, blev det även slutet för Lansen som operativ i en stridsflygdivision. Den sista flygningen med attackversionen av Lansen i operativ tjänst gjordes den 16 februari 1978 vid 61. attackflygdivisionen (Filip Röd) vid Västgöta flygflottilj (F 6) i Karlsborg. I samband med att 111. spaningsflygdivisionen upplöstes kom delar av divisionen (dock ej några flygplan) att överföras till 172. spaningsflygdivisionen (Quintus Blå) vid Blekinge flygflottilj (F 17).

## Materiel vid förbandet
Spaningsflygplan

- 1941–1943: B 3 Junkers
- 1941–1945: S 16 Caproni
- 1945–1946: B 3 Junkers
- 1947–1961: S 14 Fieseler
- 1945–1949: J 9 Seversky
- 1946–1959: S 18A
- 1948–1955: S 31 Spitfire
- 1953–1955: S 28B Vampire
- 1954–1958: S 29C Tunnan
- 1958–1978: S 32C Lansen

## Förbandschefer
Divisionschefer vid 111. spaningsflygdivisionen (Kalle Röd) åren 1941–1978.
- 1941–1978: ???

## Anropssignal, beteckning och förläggningsort
| Cesar Vit | 1940-03-?? | – | 1941-09-30 |
| Kalle Röd | 1941-10-01 | – | 1978-11-18 |

| 34. fjärrspaningsflygdivisionen | 1940-03-?? | – | 1941-09-30 |
| 111. spaningsflygdivisionen     | 1941-10-01 | – | 1978-11-18 |

| Malmens flygplats (F) | 1940-03-?? | – | 1941-09-30 |
| Skavsta flygplats (F) | 1941-10-01 | – | 1978-11-18 |

## Galleri

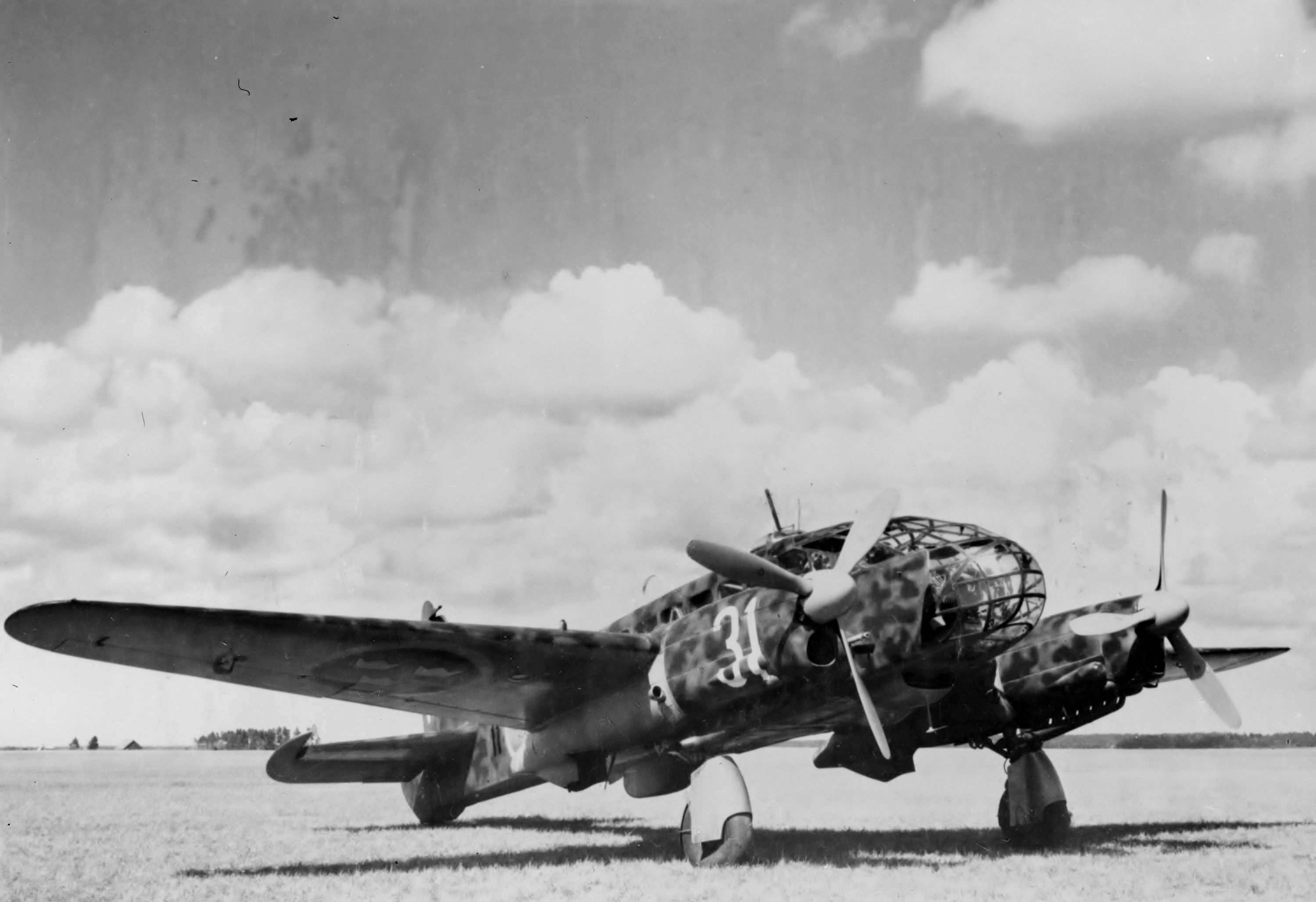
S 16 Caproni (1941–1945).
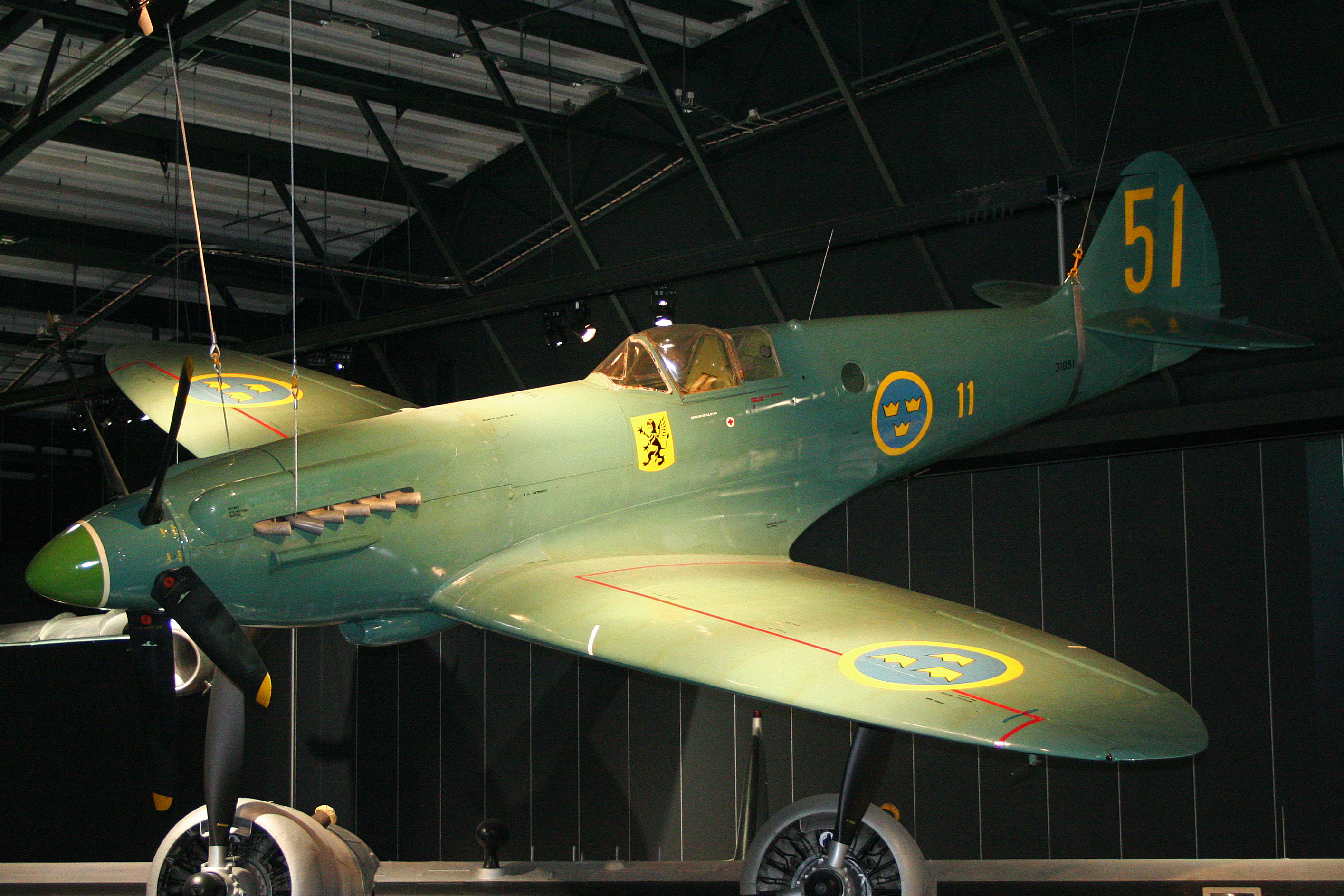
S 31 Spitfire (1949–1955)
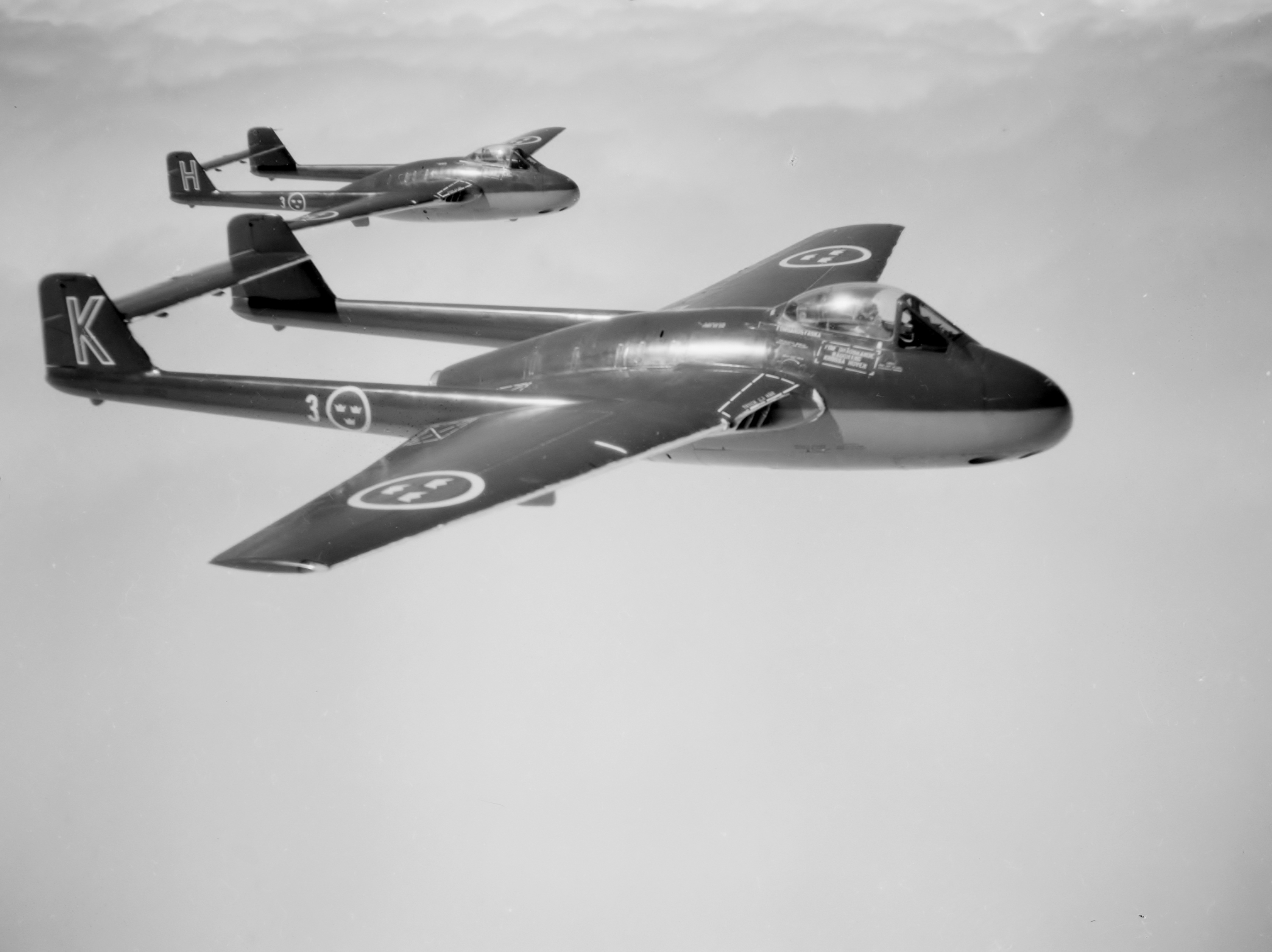
S 28 Vampire (1953–1955)
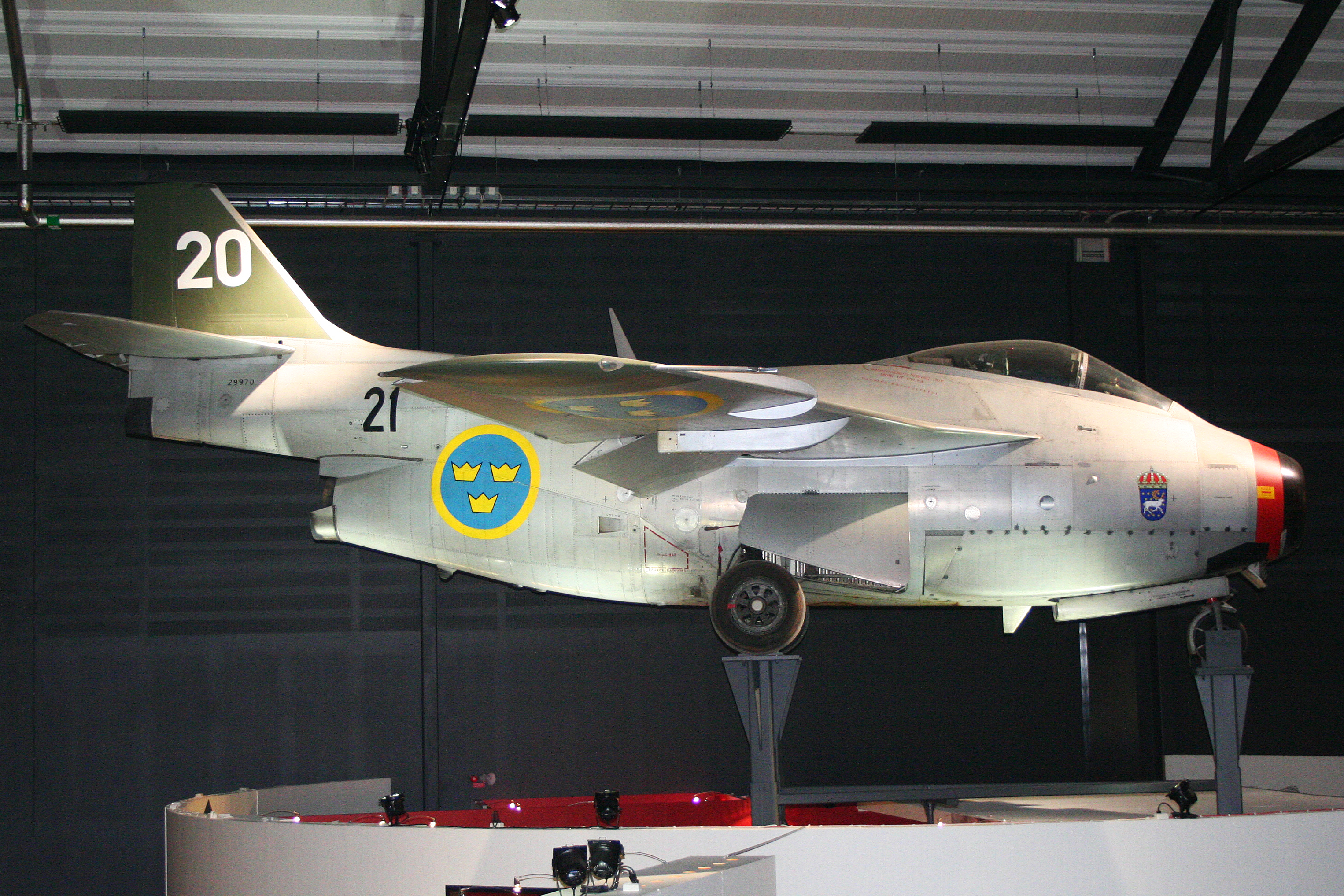
S 29 Tunnan (1954–1958).
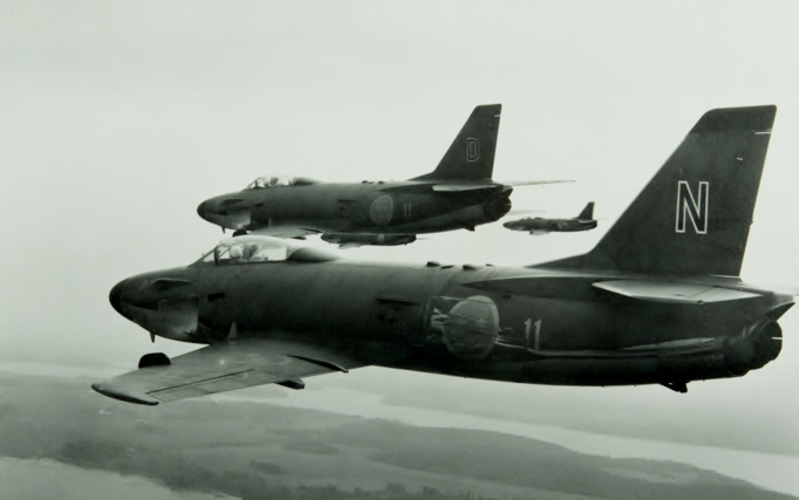
S 32 Lansen (1958–1978).